# Tamaynut
Tamaynut è un'associazione culturale berberista marocchina.

## Storia
L'associazione venne fondata a Rabat nel 1978 da un gruppo di attivisti berberisti guidati da Hassan Idbelkassem, col nome di Association Nouvelle pour la Culture et les Arts Populaires (ANCAP). Nel 1991 l'associazione redasse insieme ad altre cinque associazioni la Carta di Agadir, che rivendicò il riconoscimento dell'identità culturale, storica e linguistica berbera. L'associazione si organizzò in tutto il Paese, attirando soprattutto avvocati e stabilendo trenta sezioni sparse in tutto il Marocco e nel corso degli anni 1990 prese parte a varie conferenze indette dalle Nazioni Unite, in modo da portare la questione berbera sul piano internazionale, traducendo in berbero la dichiarazione universale dei diritti umani. Tamaynut si distinse da molte altre associazioni berberiste, in particolare dall'AMREC, dal momento che lottava per il riconoscimento dei berberi come minoranza etnica. Le posizioni progressiste dell'associazione favorirono la sua popolarità tra molti studenti e attivisti di sinistra. Tamaynut espresse la sua posizione favorevole nei confronti dell'alfabeto berbero latino, contribuendo alla redazione di un comunicato il 5 ottobre 2002 a Meknès. La posizione fu tuttavia ignorata dall'IRCAM, che nel 2003 decise di adottare il neo-tifinagh.